# Rolando Sarabia
Rolando Sarabia Oquendo (L'Avana, 18 agosto 1982) è un ex ballerino cubano.

## Biografia
Rolando Sarabia è nato a L'Avana, figlio del  ballerino del Ballet Nacional de Cuba Rolando Sarabia e Meldalis Oquendo.
Nel 1998 è strato scritturato dal Ballet Nacional de Cuba, in cui è stato rapidamente promosso al rango di primo ballerino. Quando nel 2013 la compagnia gli ha rifiutato il permesso di danzare con l'Houston Ballet, Sarabia è fuggito da Cuba e si è trasferito negli Stati Uniti, dove ha danzato prima a Houston e poi con il Miami Ballet dal 2007. Ribattezzato dalla critica statunitense il "Nižinskij cubano", nel 2011 ha vinto il Prix Benois de la Danse. Sarabia è stato primo ballerino del Washington Ballet fino al suo ritiro dalle scene nel 2021.